# John List
Ne pas confondre avec l'économiste John A. List
 (décembre 2021).
Le contenu est difficilement compréhensible vu les erreurs de traduction, qui sont peut-être dues à l'utilisation d'un logiciel de traduction automatique.
John Emil List, né le 17 septembre 1925 à Bay City (Michigan) et mort le 21 mars 2008 à Trenton (New Jersey), est un criminel américain.

## Biographie

### Avant l'affaire
Né le 17 septembre 1925 à Bay City (Michigan), John List était le seul enfant de parents germano-américains, John Frederick List (1859–1944) et Alma Barbara Florence List (1887–1971). Comme son père, John List est un luthérien fervent et un enseignant de l'école du dimanche. 
En 1943, à 18 ans, John List s'engage dans l'armée des États-Unis et sert comme technicien de laboratoire durant la Seconde Guerre mondiale. 
En 1946, après la libération, John List s'inscrit à l'Université du Michigan à Ann Arbor, où il obtient un baccalauréat en administration des affaires et une maîtrise en comptabilité. List est nommé comme sous-lieutenant par le ROTC.
En novembre 1950, âgé de 25 ans, la Guerre de Corée s'intensifie, John List est rappelé au service militaire actif. À Fort Eustis, en Virginie, List rencontre Helen Morris Taylor, la veuve d'un officier d'infanterie tué au combat en Corée, qui vivait à proximité avec sa fille, Brenda. 
Le 1er décembre 1951, John List et Helen se marient à Baltimore et la famille déménage dans le nord de la Californie. L'armée, prenant conscience des compétences comptables de List, le réaffecte au corps des finances. Il termine sa deuxième tournée en 1952.
John List travaille pour un cabinet comptable à Détroit, puis comme superviseur de l'audit dans une entreprise de papier à Kalamazoo, où ses trois enfants naissent en 1955, 1956 et 1958. 
En 1959, John List devient superviseur général du service comptable de l'entreprise. Mais Helen, étant alcoolique, devient ainsi de plus en plus instable. En 1960, Brenda se marie et quitte la maison. List déménage avec le reste de sa famille à Rochester, afin de trouver un emploi chez Xerox. John List est finalement nommé directeur des services comptables. 
En 1965, John List accepte un poste de vice-président et de contrôleur dans une banque de Jersey City. List déménage alors avec sa femme, ses enfants et sa mère à Breeze Knoll, un manoir victorien de 19 chambres au 431 Hillside Avenue à Westfield.
En 1966, âgé de 41 ans, John List est renvoyé de son poste, en raison de sa non-coopération, vis-à-vis de ses collègues de travail. Ce n'est qu'en 1970, que List élabore de tuer sa famille.

### Affaire List
Le 9 novembre 1971, ce vendeur en assurance entre dans sa maison cossue de Westfield dans le New Jersey. Il tue sa femme par arme à feu dans la cuisine, puis sa mère à l'étage. Il attend que deux de ses enfants reviennent de l'école et les abat froidement. Puis il se prépare à manger et part assister au match de football de son dernier fils, qu'il tue également à leur retour à la maison. Mais contrairement aux autres, il s'acharne sur son corps, en tirant une dizaine de fois sur lui. Il dîne et se couche. Le lendemain, avant de quitter la maison, il baisse le thermostat et met en route de la musique sur magnétophone.
Il a si bien planifié les meurtres qu'il se passe près d'un mois avant que l'on constate qu'il y a un problème. C’est un voisin qui contacte la police. Échappant à la justice pendant près de 18 ans, John List se forge une nouvelle identité et se remarie avant d'être finalement appréhendé en Virginie le 1er juin 1989 après que l'histoire de ses meurtres a été présentée dans l'émission de télévision américaine America's Most Wanted qui demande l'aide des téléspectateurs pour résoudre des affaires criminelles. C’est un ami qui le reconnaît. John List niera durant 6 mois, puis il est reconnu coupable des meurtres et est condamné à cinq peines de prison à vie consécutives. Il meurt des suites d’une pneumonie en prison en 2008,.

## Influences culturelles
En 1987, le réalisateur Joseph Ruben s'inspirera de John List pour son film Le Beau-père, avec Terry O'Quinn dans le rôle du beau-père tueur en série  et Shelley Hack.
Ce film aura une suite en 1989 toujours avec Terry O'Quinn, et un remake en 2009 avec Dylan Walsh dans le rôle-titre.
Le scénariste Christopher McQuarrie s'inspire lui aussi de John List pour créer le personnage de Keyser Söze dans le film Usual Suspects. 
Le téléfilm français réalisé par Christophe Lamotte — La Part du soupçon —, bien que partiellement inspiré de l'affaire Xavier Dupont de Ligonnès, évoque singulièrement, en toile de fond, une forme de trame scénaristique rappelant conjointement le périple de John List.
Dans la série télévisée Prison Break le personnage de Theodore « T-Bag » Bagwell est inspiré de l'histoire de List. Il se fait arrêter de la même manière.